# Ubjerg Kirke
Ubjerg Kirke ligger i Ubjerg syd for Tønder i Sønderjylland. Kirken blev ifølge kilder fra 1514 viet til Skt. Laurentius, de fattiges helgen. Kirkens apsis og kor er opført i romansk tid af teglsten over en skråkantsokkel, som kun spores svagt. I romansk tid har man påbegyndt et skib, hvis østre hjørner ses. Det nuværende skib blev opført år 1300 og er bredere end det oprindeligt planerede. Kirken blev gennemgribende ombygget fra 1595 til 1597. Apsiden blev ombygget og forhøjet i 1690. Apsis og kor er blevet cementpudset i nutiden, men bortset fra enkelte romanske vinduer er ingen detaljer synlige i dag. Tagrytteren er fra 1857. Kirken blev istandsat i 1962. Koret har rester af det oprindelige tagværk, mens skibets tagværk er af nyere dato. Overalt er kirkens tage blytækkede. I nærheden af kirken ligger præstegården, som er en af landets ældste.
Kirken har intet tårn, men i 1857 blev der anbragt en tagrytter med et lille svajet pyramidespir på taget i skibets vestlige ende. Tagrytteren afløste et tidligere fritstående klokkehus af træ ved kirken. Kirken har to klokker. Den ene er fra o.1400 og støbemærke for Olug Jurgunsun. Den anden er fra slutningen af det 14. århundrede og har indskriften: ”Hosianna hedder jeg. Jasper støbte mig.”
Der er bræddelofter overalt i kirken. Skibets bræddelofter har store malerier fra 1747, der forestiller syndefaldet, korsfæstelsen og dommedag . Malerierne blev alle restaureret i 1942. Loftet i apsis er også et bræddeloft, som er bemalet med rødmarmorerede bjælker. Før ombygningen i 1690 var her hvælvede lofter.
Mellem skib og kor hænger et sengotisk korbuekrucifiks fra begyndelsen af 1500-tallet.
Alterbordet i teglsten er fra romansk tid, omkring 1250. Det er dækket fortil af en bræddebeklædning. Altertavlen er i senbarokstil og fra 1743. I midterfeltet ses Nadveren og nederst ses Gethsemane. I sidefløjene ses figurer af Jesus som hyrde og Moses. Fra en tidligere sengotisk altertavle er der bevaret to kronede helgenindefigurer.

## Eksterne kilder og henvisninger
- Wikimedia Commons har flere filer relateret til Ubjerg Kirke
- Ubjerg Kirke Arkiveret 31. januar 2011 hos  Wayback Machine hos nordenskirker.dk
- Ubjerg Kirke hos KortTilKirken.dk
- Ubjerg Kirke i bogværket Danmarks Kirker (udg. af Nationalmuseet)
- www.historiskatlas.dk